# Federazione di baseball della Danimarca
La Federazione danese di baseball (eng. Danish Baseball Federation) è un'organizzazione fondata nel 2008 per governare la pratica del baseball in Danimarca.
Organizza il campionato di baseball danese, e pone sotto la propria egida la nazionale maschile.